# Гораевка
Гораевка (укр. Гораївка) — село в Каменец-Подольском районе Хмельницкой области Украины.
Население по переписи 2001 года составляло 640 человек. Почтовый индекс — 32386. Телефонный код — 3849. Занимает площадь 1,044 км².

## Местный совет
32385, Хмельницкая обл., Каменец-Подольский р-н, пгт Старая Ушица, ул. Советская, 5